# Борги, Клаудио
Кла́удио Даниэ́ль Бо́рги Бидо́с (исп. Claudio Daniel Borghi Bidós; род. 28 сентября 1964, Кастелар) — аргентинский футболист, полузащитник. Чемпион мира 1986 года. Завершил футбольную карьеру в 1999 году. Сейчас работает тренером.

## Карьера
Борги начал свою карьеру в начале 80-х в клубе «Архентинос Хуниорс». Его считали восходящей аргентинской звездой, сравнивали по таланту с Диего Марадоной.
Отличная игра Борги в финале Межконтинентального кубка 1985 года произвела впечатление на президента «Милана» Сильвио Берлускони, и через полтора года, в 1987 году, Борхи оказался в миланском клубе. Место Борги на поле планировалось рядом с двумя голландцами — Марко ван Бастеном и Руудом Гуллитом, однако тренер Арриго Сакки, несколькими месяцами ранее завоевавший Скудетто, потребовал подписания ещё одного голландца — Франка Райкаарда, а поскольку по тогдашним правилам на поле разрешалось присутствовать лишь трём иностранцам, то Борхи отправился в аренду в «Комо». «Сампдория» хотела купить у «Милана» Борги, но Берлускони отказал, не желая продавать отличного футболиста прямому конкуренту.
Сыграв в сезоне 1987—1988 только семь раз за «Комо», Борги вернулся в «Милан», но закрепиться в команде не смог и отправился в швейцарский «Ксамакс», прежде чем окончательно уехать из Европы в Южную Америку. Поиграв в Аргентине, Бразилии и Мексике, Борги закончил карьеру в Чили в 1999 году. Также в Чили он начал свою карьеру тренера, выиграв чемпионат Чили и дойдя до финала Южноамериканского кубка в 2006 году, по окончании которого его назвали тренером года в Южной Америке. В 2008 году Борги ненадолго возглавил «Индепендьенте».

## Достижения

### Как игрок
- Чемпион Аргентины (2): 1984 (Метрополитано), 1985 (Насьональ)
- Чемпион Кубка Бразилии (1): 1990
- Обладатель Кубка Либертадорес (1): 1985
- Обладатель Рекопы Южной Америки (1): 1992
- Обладатель Межамериканского кубка (2): 1986, 1992
- Чемпион мира (1): 1986

### Как тренер
Командные
Любители:
- Чемпион Спортивной ассоциации университетов Чили: 2003 (Метрополитано), 2004 (Метрополитано), 2004 (Насьональ), 2005
- Чемпион Торнео Унилига: 2004
- Чемпион Южной Америки среди университетов на Кубке Американской интеграции: 2004
- Чемпион Копа Андина: 2005
- Обладатель Кубка Бернардо О’Хиггинса: 2005

Профессионалы:
- Чемпион Чили (4): Ап. 2006, Кл. 2006, Ап. 2007, Кл. 2007
- Чемпион Аргентины (1): Кл. 2010
- Финалист Южноамериканского кубка: 2006

Индивидуальные
- Тренер года в Южной Америке (по версии El País): 2006